# Hichiriki

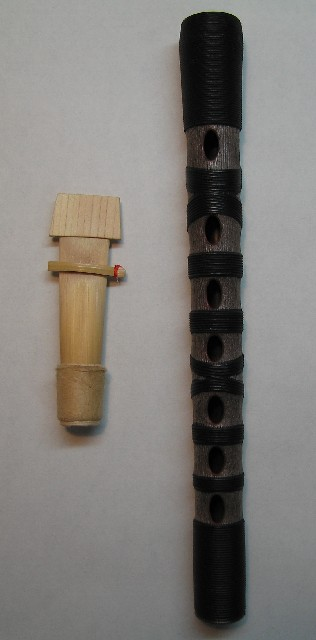
Hichiriki à anche double.

Le hichiriki (篳篥), du chinois « bili » (chinois simplifié : 筚篥 ; chinois traditionnel : 篳篥 ; pinyin : bìlì ou 觱篥, bìlì), passé par le coréen « piri » (hangeul : 피리 ; hanja : 觱篥) est un court hautbois (instrument à anche double), à la perce cylindrique en bambou ligaturé, au son nasal et incisif, très puissant.
Il est enrobé par de l'écorce de cerisier laquée.
Il est, dans l'Antiquité, utilisé par des populations nomades du nord de la Chine. Il est probable que les Coréens très liés aux nomades mongols et toungouses l'ont amené au Japon.
Il est utilisé au Japon dans la musique gagaku.